# 国道222号

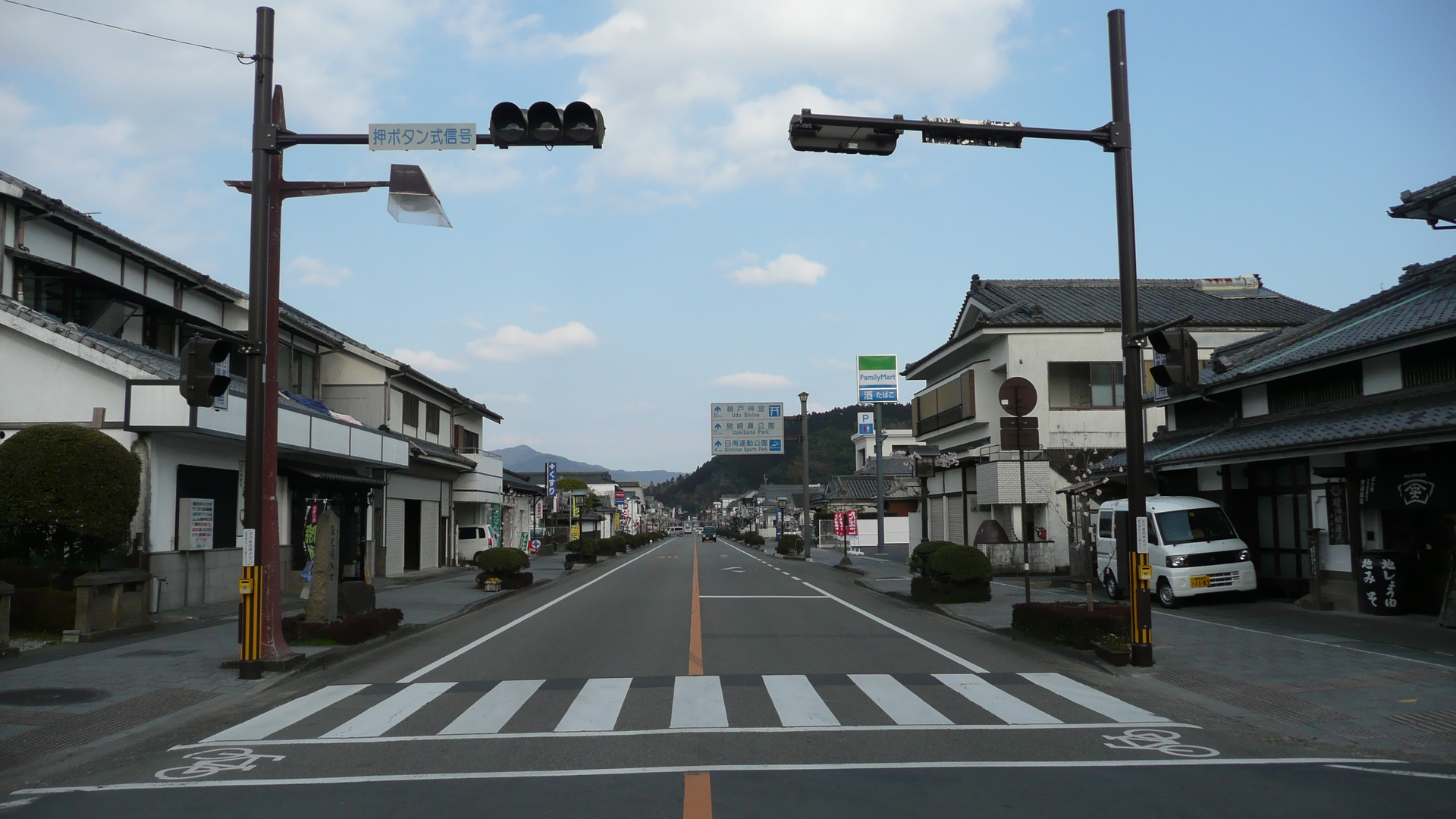
日南市飫肥（油津方面）

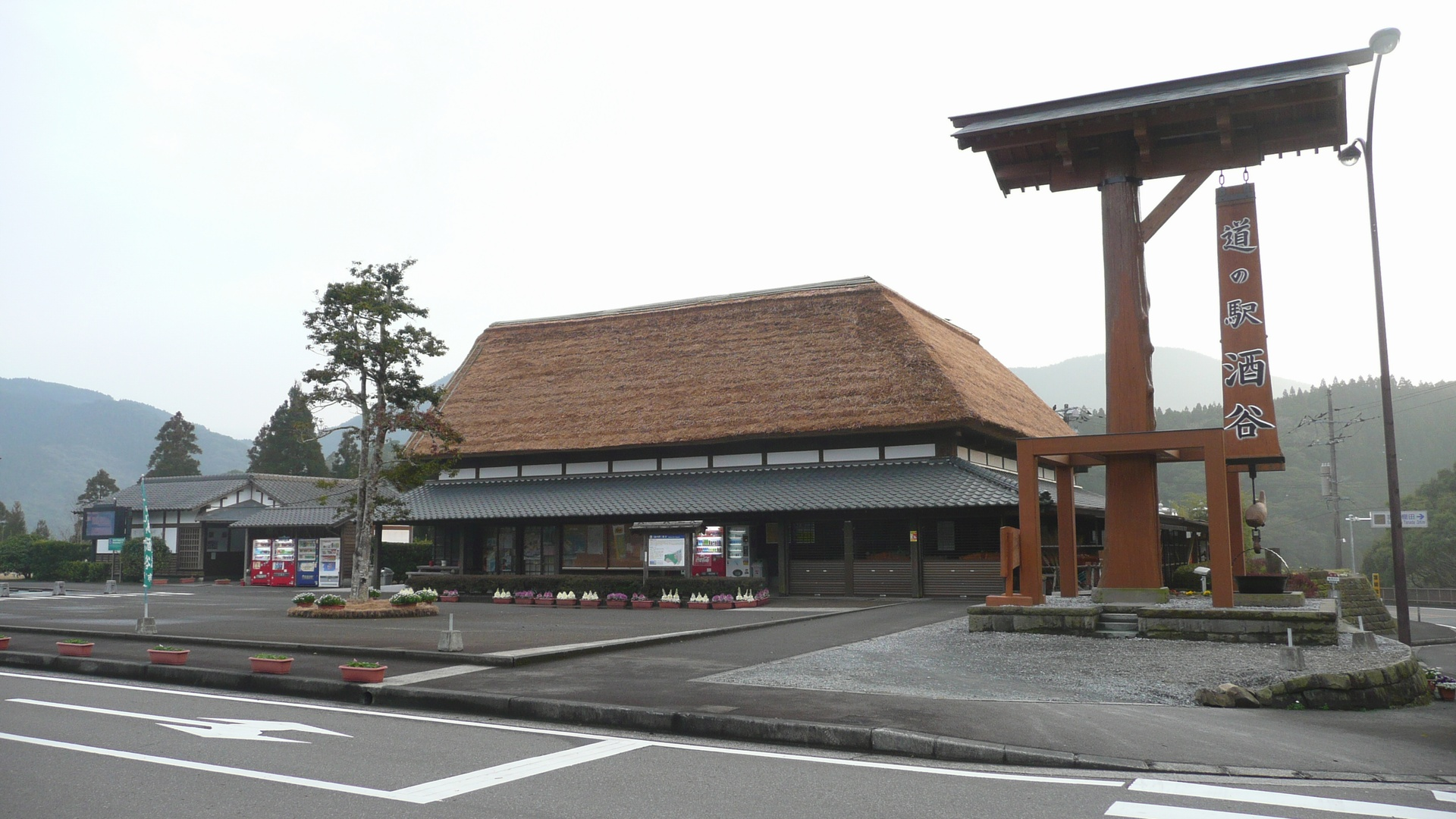
道の駅酒谷

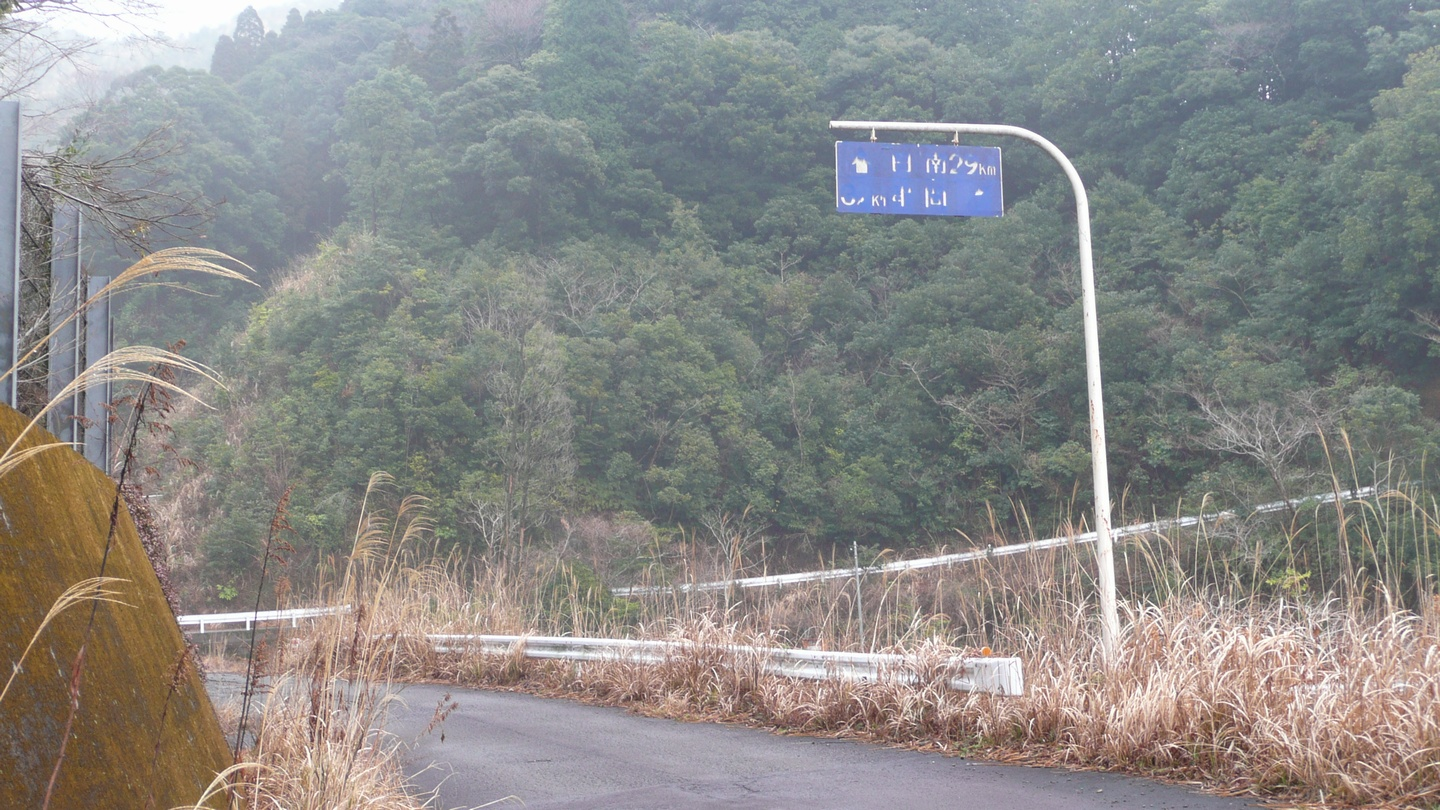
旧道（県道34号分岐、日南市方面）

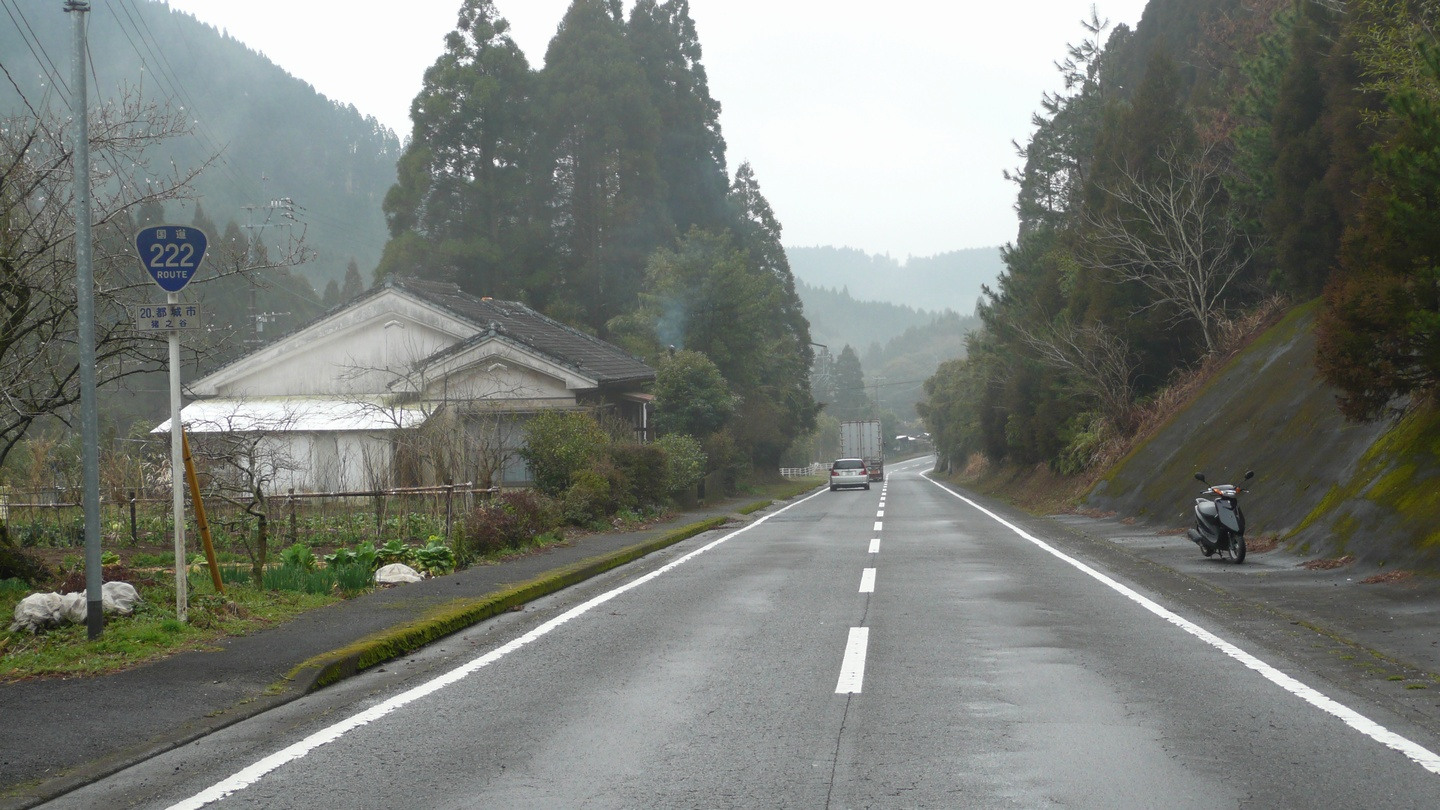
都城市猪之谷（都城市街地方面）

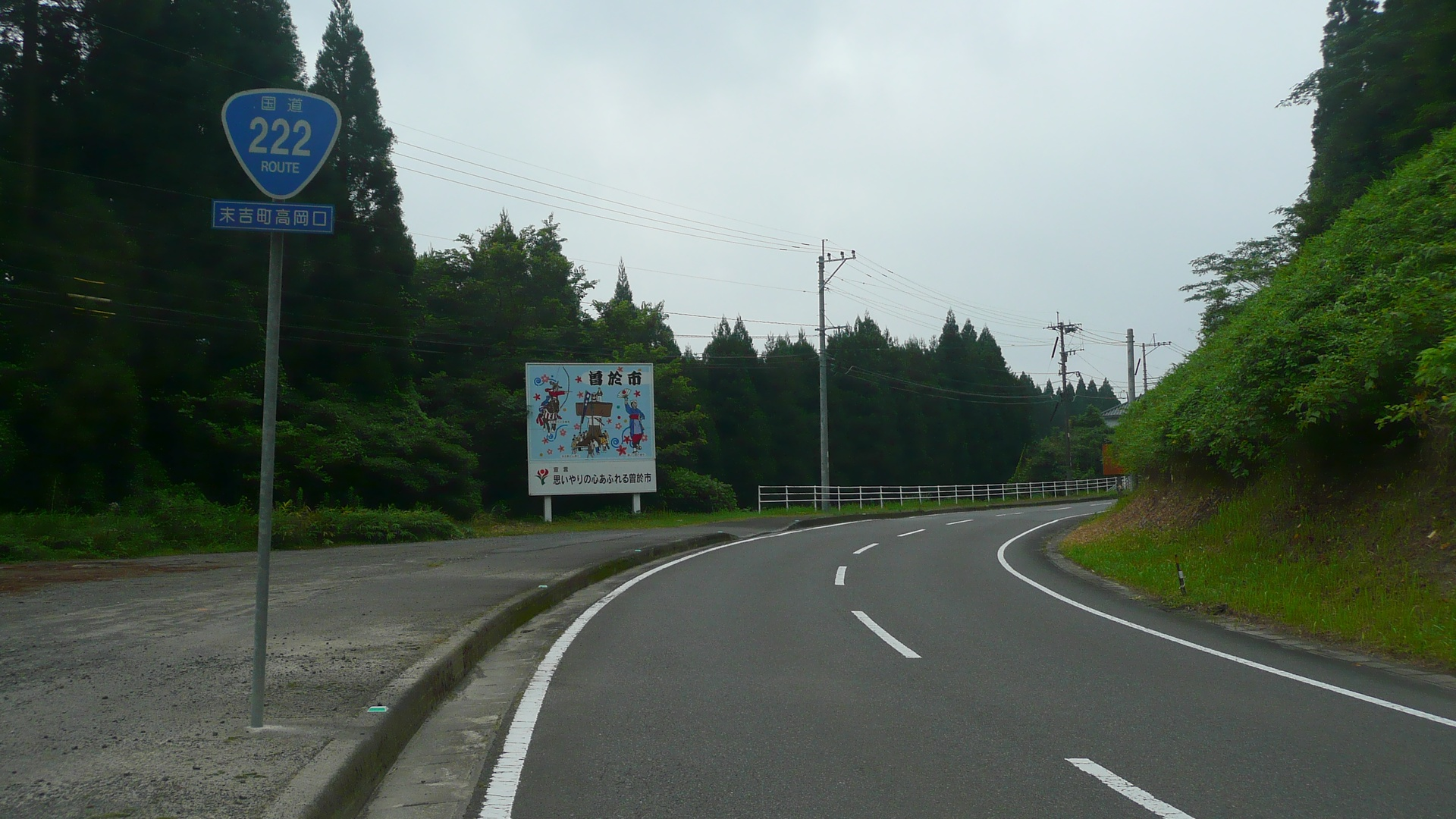
曽於市末吉町（高岡口）

国道222号（こくどう222ごう）は、宮崎県日南市から鹿児島県曽於市を経由して、宮崎県都城市に至る一般国道である。

## 概要
日南市などの南那珂地区から都城市方面への主要路線として宮崎県道33号都城北郷線とともに機能している。宮崎県が指定する愛称ロードとして『飫肥街道』と名付けられている。

### 路線データ
一般国道の路線を指定する政令に基づく起終点および重要な経過地は次のとおり。
- 起点：日南市（春日町、国道220号交点）
- 終点：都城市（中町交差点 = 国道10号交点）
- 重要な経過地：なし
- 総延長 : 61.3 km（宮崎県 60.0 km、鹿児島県 1.4 km）[2][注釈 2]
- 重用延長 : なし[2][注釈 2]
- 未供用延長 : なし[2][注釈 2]
- 実延長 : 61.3 km（宮崎県 60.0 km、鹿児島県 1.4 km）[2][注釈 2]
  - 現道 : 54.1 km（宮崎県 52.7 km、鹿児島県 1.4 km）[2][注釈 2]
  - 旧道 : 1.4 km（宮崎県 1.4 km、鹿児島県 - km）[2][注釈 2]
  - 新道 : 5.8 km（宮崎県 5.8 km、鹿児島県 - km）[2][注釈 2]
- 指定区間：なし[3]

## 歴史
- 1953年（昭和28年）5月18日 - 二級国道222号日南都城線（日南市 - 都城市）として指定施行[4]。
- 1965年（昭和40年）4月1日 - 道路法改正により一級・二級区分が廃止されて一般国道222号として指定施行[1]。

## 路線状況
現在こそ全線を通じて2車線道路に整備されているものの、1990年代中頃までは日南市酒谷から都城市安久までを中心に2車線未満の道路が続く路線であった。
日南市油津を起点とし、吾田（あがた）、飫肥（おび）、酒谷など日南市内の主要集落を通過しながら西進。日南市酒谷からは山間部を通過する。治水ダムである日南ダムの畔には道の駅酒谷があり休憩地点として機能している。ここから『日本の棚田百選』のひとつ、「坂元棚田」への市道が分岐している。
都城市との境界は「新上熊トンネル」を通過する。都城市内も鼻切峠を越えるまでは山間部を縫うような道路状況となる。途中で1.373 kmほど鹿児島県曽於市を通過。都城市街地に入ってからはイオン都城ショッピングセンターなどの商業施設が沿線風景としてみられるようになる。
随所に旧道が残存しているが、「上熊隧道」の区間が路肩崩壊等の災害のため日南市側の通行が禁止されているなど、現在では通行不可能な箇所もある。

### バイパス
- 牛の峠バイパス（都城市 - 北諸県郡三股町 - 都城市：一部開通）

都城市早鈴町から東進し、三股町宮村を経て、牛の峠山麓を経由し、新上熊トンネル西側で本道に合流する路線で山間部の蛇行状の道約18 kmを約12 kmに短縮する計画であるが、途中1 km規模のトンネルを建設する必要があるなど予算の手当ができず、宮村までの工事完了以降、未成区間約7 kmを残し、2000年代初頭以来長期間工事が進行していない。

### 道路施設

#### トンネル
起点から
- 宮崎県
  - 上新村トンネル：延長99 m、日南市
  - 新上熊トンネル：延長944 m、1996年（平成8年）竣工、日南市 - 都城市

#### 道の駅
- 宮崎県
  - 酒谷（日南市）

## 地理

### 通過する自治体
バイパスを除く。
- 宮崎県
  - 日南市 - 都城市
- 鹿児島県
  - 曽於市
- 宮崎県
  - 都城市

### 交差する道路
| 交差する道路                          | 都道府県名 | 市町村名 | 交差する場所  | 交差する場所         |
| ------------------------------------- | ---------- | -------- | ------------- | -------------------- |
| 国道220号                             | 宮崎県     | 日南市   | 春日町        | 起点                 |
| 宮崎県道442号油津停車場線             | 宮崎県     | 日南市   | 岩崎1丁目     | 油津駅入口交差点     |
| 宮崎県道・鹿児島県道3号日南志布志線   | 宮崎県     | 日南市   | 上平野町2丁目 | 上平野町二丁目交差点 |
| 宮崎県道28号日南高岡線                | 宮崎県     | 日南市   | 中央通り2丁目 | 一里松交差点         |
| 宮崎県道434号風田星倉線               | 宮崎県     | 日南市   | 星倉6丁目     | 馬越交差点           |
| 宮崎県道430号郷之原日南線             | 宮崎県     | 日南市   | 星倉1丁目     | 星倉一丁目交差点     |
| 宮崎県道445号飫肥停車場線             | 宮崎県     | 日南市   | 星倉1丁目     |                      |
| 宮崎県道54号酒谷榎原線                | 宮崎県     | 日南市   | 大字酒谷      |                      |
| 宮崎県道34号都城串間線                | 宮崎県     | 都城市   | 安久町        |                      |
| 鹿児島県道71号垂水南之郷線            | 鹿児島県   | 曽於市   | 末吉町南之郷  |                      |
| 宮崎県道12号都城東環状線 重複区間起点 | 宮崎県     | 都城市   | 安久          |                      |
| 宮崎県道12号都城東環状線 重複区間終点 | 宮崎県     | 都城市   | 安久          | 安久交差点           |
| 牛の峠バイパス分岐                    | 宮崎県     | 都城市   | 早鈴町        | 木工団地入口交差点   |
| 宮崎県道33号都城北郷線                | 宮崎県     | 都城市   | 上東町        | 都城警察署前交差点   |
| 国道10号                              | 宮崎県     | 都城市   | 中町          | 中町交差点 / 終点    |

### 交差する鉄道
- 日南線